# NKX2-2
NKX2-2 (англ. NK2 homeobox 2) – білок, який кодується однойменним геном, розташованим у людей на короткому плечі 20-ї хромосоми. Довжина поліпептидного ланцюга білка становить 273 амінокислот, а молекулярна маса — 30 133.
| 10         |  | 20         |  | 30         |  | 40         |  | 50         |
| ---------- |  | ---------- |  | ---------- |  | ---------- |  | ---------- |
| MSLTNTKTGF |  | SVKDILDLPD |  | TNDEEGSVAE |  | GPEEENEGPE |  | PAKRAGPLGQ |
| GALDAVQSLP |  | LKNPFYDSSD |  | NPYTRWLAST |  | EGLQYSLHGL |  | AAGAPPQDSS |
| SKSPEPSADE |  | SPDNDKETPG |  | GGGDAGKKRK |  | RRVLFSKAQT |  | YELERRFRQQ |
| RYLSAPEREH |  | LASLIRLTPT |  | QVKIWFQNHR |  | YKMKRARAEK |  | GMEVTPLPSP |
| RRVAVPVLVR |  | DGKPCHALKA |  | QDLAAATFQA |  | GIPFSAYSAQ |  | SLQHMQYNAQ |
| YSSASTPQYP |  | TAHPLVQAQQ |  | WTW        |  |            |  |            |

A: Аланін

C: Цистеїн

D: Аспарагінова кислота

E: Глутамінова кислота

F: Фенілаланін

G: Гліцин

H: Гістидин

I: Ізолейцин

K: Лізин

L: Лейцин

M: Метіонін

N: Аспарагін

P: Пролін

Q: Глутамін

R: Аргінін

S: Серин

T: Треонін

V: Валін

W: Триптофан

Кодований геном білок за функціями належить до активаторів, білків розвитку. 
Задіяний у таких біологічних процесах, як транскрипція, регуляція транскрипції. 
Білок має сайт для зв'язування з ДНК. 
Локалізований у ядрі.